# Joana Fomm
Joana Maria Fomm (Rio de Janeiro, 14 de setembro de 1939) é uma atriz brasileira. Ganhou grande destaque com suas personagens Yolanda, em Dancin' Days, e Perpétua, em Tieta, irmã da personagem-título. Conhecida por seu trabalho em diferentes áreas da indústria do entretenimento, ela apareceu em vários projetos de cinema, televisão e teatro ao longo de sua extensa carreira de mais de seis décadas. Joana é vencedora de inúmeros prêmios, incluindo um Prêmio APCA, um Troféu Imprensa, um Prêmio Air France, e um Prêmio Governador do Estado, além de ter recebido indicação para um Prêmio Guarani.
Nascida no Rio de Janeiro, Joana estreou na carreira artística em 1964 na telenovela O Desconhecido, da RecordTV, mesmo período no cinema, quando viveu Lúcia em Um Morto no Telefone. No entanto, seu primeiro destaque nas telonas foi como Nídia em Crime de Amor, eleita Melhor Atriz Coadjuvante e Melhor Atriz Secundária pelo Festival Internacional de Cinema de Teresópolis e Prêmio Governador do Estado, respectivamente.
Após passagens pela TV Globo, Rede Tupi e TV Record, entre o final dos anos 60 e metade dos 70, retorna à Globo em 1977, na telenovela Sem Lenço, Sem Documento. Contudo, foi no papel da vilã Yolanda Pratini, em Dancin' Days, exibida no ano seguinte, que Joana Fomm destacou-se nacionalmente na televisão, sendo premiada como Melhor Atriz no Troféu APCA. Além disso, outro papel de destaque foi na pele de Lúcia Gouveia em Corpo a Corpo, interpretando Fausta; e em Bambolê. Em 1989, viveu Perpétua em Tieta, eleita pelo Troféu Imprensa como Melhor Atriz.
No cinema, foi eleita Melhor Atriz duas vezes pelo Festival de Brasília nas obras A Vida Provisória (1968) e Césio 137 - O Pesadelo de Goiânia (1990). Além disso, também foi eleita na categoria pelo Prêmio Air France pela sua atuação no longa As Gatinhas (1970).

## Biografia
Joana Fomm nasceu em uma família de classe média baixa do Rio de Janeiro. Sua mãe Alice Fomm, de origem neerlandesa e alemã, e sua irmã falecerem em uma enchente quando ainda tinha quatro anos. Sem condições financeiras de criá-la, seu pai, José Honório de Almeida, filho de portugueses, que posteriormente tornou-se jornalista e escritor, a levou para o Rio de Janeiro, onde a entregou em adoção para um casal de tios distantes. Joana foi registrada e criada pelo jornalista Artur Fomm e sua esposa. Após constantes desconfianças, aos treze anos descobriu ser filha adotiva. Seus pais, que já eram separados, ainda resistiram em lhe dizer a verdade, mas depois revelaram-lhe tudo. Joana, então, conheceu seus pais biológicos por foto. Nesta época sentia grande angústia, visto que tinha que lidar com suas "diversas mães": A mãe que a criou, a mãe de seu pai adotivo, a esposa atual dele e sua falecida mãe biológica, o que iniciou um processo depressivo. Aos vinte anos conheceu seu pai biológico em um concurso de poesias, espantando-se com a semelhança física e até no jeito de dançar, além do gosto por artes literárias. Após um ano, com o falecimento de seu pai biológico, de quem havia ficado próxima, fez com que a sua depressão tenha se agravado, e Joana começou a fazer psicanálise. Seu pai havia lhe deixado uma carta pouco tempo antes de falecer, em que Joana só conseguiu ler junto com seu psicanalista.
Revelou em entrevistas que sua infância foi muito feliz, apelidada de "peixinho", pois gostava de nadar no mar ou na piscina o dia inteiro. Também se autointitulou como um "moleque", por gostar de subir em árvores e pular muro. Joana era líder de torcida na escola, revelando sempre ter sido feminista, pois brigava com os meninos para defender a si e as amigas. Joana Fomm começou a interessar-se por teatro aos quinze anos, quando seu primeiro namorado a convidou para entrar em um grupo de teatro. O ensaio com o rapaz não deu certo, e ele decidiu desistir e sair do grupo, pedindo que ela o acompanhasse. Ela não aceitou, e o mesmo passou a pressioná-la para obedecê-lo, pois por ciúmes, não queria que ela participasse das peças teatrais sem ele. Vendo-se em um relacionamento abusivo e já apaixonada pelas artes cênicas, decidiu terminar o relacionamento e continuou a estudar teatro e fazendo cursos de aperfeiçoamento, consagrando-se como uma grande atriz.

## Carreira

### Carreira na televisão
Iniciou sua trajetória em 1964 na telenovela O Desconhecido, na RecordTV. Três anos depois, foi para Rede Globo para trabalhar em O Homem Proibido e, em 1968, interpretar a agente federal Linda Hastings em A Gata de Vison. Concluiu a década na pele da desconhecida em A Última Valsa; além de viver Mina e Cléo nas obras A Última Valsa, Nenhum Homem É Deus e João Juca Jr. (as duas últimas foi pela Rede Tupi), respectivamente.
No início da década de 1970, participou das telenovelas As Bruxas, A Fábrica e Bel-Ami, todas na Rede Tupi, como Sofia, Maria Cecília e Betina, respectivamente. Em 1973, voltou para a RecordTV para interpretar Catarina em Vendaval, mas no ano seguinte, voltou para a emissora anterior como Jeanne Derier em Ídolo de Pano; no mesmo período, ainda participou do teleteatro Yerma na TV Cultura. Em 1975, de volta ao canal onde teve mais trabalhos, foi Marina em Ovelha Negra e Andrezza em A Viagem; além de viver Paula em Papai Coração um ano depois. Em 1977, retornou para a Rede Globo na pele de Hilda em Sem Lenço, sem Documento e concluiu o decênio como Yolanda em Dancin' Days, personagem que lhe garantiu o Troféu APCA como Melhor Atriz; e como Vânia Lucas em Os Gigantes.
No começo da década de 1980, foi Melissa na telenovela Coração Alado, além de viver uma mulher que dançou numa boate em Baila Comigo e Virgínia em Brilhante. Em 1982, interpretou Natália em Elas por Elas e, no ano seguinte, esteve no elenco da personagem Maria Alice em Quarta Nobre, no episódio "Alice & Alice"; foi Laura em Louco Amor; além de fazer participação em Caso Especial no episódio "A Idade Sem Razão" e viver Helô em Eu Prometo. Em 1984, encarnou na pele de Lúcia Gouveia em Corpo a Corpo e, dois anos mais tarde, viveu Joana Duarte e Thelma Rezende em Cambalacho e Roda de Fogo, respectivamente. Concluiu a década participando da obra Bambolê como Fausta e teve papel em destaque como Perpétua em Tieta, personagem que lhe garantiu o Troféu Imprensa de Melhor Atriz.
Em 1991, interpretou Carmem Maura na telenovela Vamp e, nos dois anos seguintes, participou dos episódios "Romance Moderno", "Mal Secreto" e "Laços de Sangue" no programa Você Decide, além de viver Salustiana Tiribiçá em Fera Ferida. Em 1994, foi para o SBT na pele de Eugênia Carlota em As Pupilas do Senhor Reitor. Encerrou o decênio como Yara em Razão de Viver, no SBT; e como Semíramis Torgano em Serras Azuis na Rede Bandeirantes.
No início da década de 2000, interpretou Olga na telenovela Esplendor, além de viver Rita em Porto dos Milagres e fazer uma participação especial como a advogada Cecília Leal em O Clone. Em 2003, deu vida a Dinorá em Agora É que São Elas e, no ano seguinte, encarnou na pele de Caridad e Margot em Kubanacan e Metamorphoses, respectivamente. Em 2005, viveu Miriam Viridiana em Bang Bang, concluindo a década, três anos mais tarde, nas séries Casos e Acasos como Elete no episódio "A escolha, a operação e a outra"; e em Dicas de um Sedutor como Mãe Januária, no episódio "Maktub".
Em 2010, começou interpretando a mãe Denise em As Cariocas, no episódio "A Desinibida do Grajaú" e, quatro anos mais tarde, foi Soraya na série As Canalhas, do canal fechado GNT, além de viver Odete na telenovela Boogie Oogie. Em 2015, deu vida a Dona Lúcia em Magnífica 70 e Maria Helena em Os Experientes. No ano seguinte, esteve no elenco de Malhação: Pro Dia Nascer Feliz como Dona Cléo. Em 2017, fez uma participação em Questão de Família na GNT, viveu Teresa em Apocalipse, encerrando o decênio como Irmã Graça em Sob Pressão.

### Carreira no cinema

Joana Fomm e o ator Adriano Reys no programa Noite de Gala (1962).

Estreou nas telonas em 1964 interpretando Lúcia em Um Morto ao Telefone, papel que lhe destacou como Melhor Atriz Revelação pelo Festival Internacional de Cinema de Teresópolis. No ano seguinte, deu vida a Nídia em Crime de Amor, personagem eleita Melhor Atriz Coadjuvante pelo Festival Internacional de Cinema de Teresópolis e Melhor Atriz Secundária pelo Prêmio Governador do Estado. Posteriormente, atuou em Três Histórias de Amor, viver Bárbara em Todas as Mulheres do Mundo e esteve no elenco de El ABC del Amor.
Em 1968, participou de cinco longas: Dolores Duran em A Noite do Meu Bem; Ellen em Edu, Coração de Ouro; foi a irmã de Bebel em Bebel, Garota Propaganda; Heloísa em O Homem Nu e Lívia em A Vida Provisória, este último papel foi consagrado como Melhor Atriz Coadjuvante no Festival de Brasília. No ano seguinte, esteve no elenco de Um Sonho de Vampiros e Macunaíma como Sofará.
No início da década de 1970, esteve nas telonas quatro vezes: Elas (argumento e roteiro); Luíza em Gamal, o Delírio do Sexo; Rose em O Palácio dos Anjos e Sílvia em As Gatinhas; esta última lhe garantiu o Prêmio Air France e Festival de Santos como Melhor Atriz. Em 1971, participou dos filmes As Noites de Iemanjá como uma mulher e  Fora das Grades como Marly. No ano seguinte, participou de Os Desclassificados como Clara e esteve no elenco de Vozes do Medo. Em 1976, foi Helena em Marília e Marina e encerrou o decênio fazendo uma participação especial como Rosamaria em Um Brasileiro Chamado Rosaflor.
Na década de 1980, Joana Fomm participou de quatro filmes: interpretou a mãe de Celeste Beijo na Boca; fez uma aparição em O Cavalinho Azul como mãe; esteve na pele de Ana Almeida em Espelho de Carne e viveu uma mulher no curta-metragem Tempo de Ensaio. Em 1990, deu sua vida a Maria em Césio 137 - O Pesadelo de Goiânia, papel em destaque que lhe rendeu o Festival de Brasília como Melhor Atriz (segunda vez na carreira).
Em 1991, fez participação especial em Vai Trabalhar Vagabundo II como Grã-Fina e, cinco anos mais tarde, foi Josefa em Quem Matou Pixote?. Joana só voltaria as telonas novamente em 2001 em Copacabana; quatro anos mais tarde, em Quanto Vale ou É por Quilo? e em 2011 no longa O Gerente. Posteriormente, fez uma aparição em Nova Amsterdã e, logo em seguida, no longa Como se Tornar o Pior Aluno da Escola.

## Vida pessoal
A artista foi casada por quatro vezes: com o ator Francisco Milani, de 1959 a 1961, seu único casamento oficializado; posteriormente viveu com o ator Nelson Xavier, de 1964 a 1966, com o escritor Astolfo Araújo, de 1969 a 1971, e com o escritor Ricardo Gouveia, de 1973 a 1983, de quem engravidou e teve seu único filho, o músico Gabriel Fomm Gouveia, nascido de parto normal, no Rio de Janeiro, em 1975. Após o término do seu quarto matrimônio, não quis mais casar-se, apenas manteve relacionamentos casuais com homens anônimos e famosos. A atriz revelou em entrevistas que sempre desejou ser avó, mas seu filho optou em não casar e nem ter filhos. Joana mora com o filho em um apartamento no Leblon, na zona sul carioca.

### Saúde
Em 2007 foi diagnosticada com um câncer de mama, necessitando realizar quimioterapia, e posteriormente fez uma dupla mastectomia, curando-se da doença. A atriz optou em realizar uma cirurgia plástica para colocar silicone, tendo que refazer a cirurgia devido a necessidade de realizar um preenchimento de pele. No mesmo ano também recebeu o diagnóstico de uma doença neurológica incurável, a disautonomia, que afeta o sistema nervoso autônomo, a fazendo perder o controle de alguns órgãos e também dos próprios movimentos, tendo quedas constantes. Para amenizar o efeito da doença e fortalecer sua musculatura, a atriz realiza sessões de fisioterapia e pilates.
A atriz revelou em entrevistas que após o nascimento de seu filho, a depressão que possuía desde a adolescência agravou-se, tendo desenvolvido depressão pós-parto, ansiedade e síndrome do pânico. Até hoje a atriz faz tratamento psicoterápico e psiquiátrico, tomando antidepressivos e ansiolíticos.

## Filmografia

### Televisão
| Ano  | Título                          | Personagem                     | Notas                                         | Emissora   |
| ---- | ------------------------------- | ------------------------------ | --------------------------------------------- | ---------- |
| 1964 | O Desconhecido                  | Marília                        |                                               | Rede Tupi  |
| 1967 | O Homem Proibido                | Lali                           |                                               | TV Globo   |
| 1968 | A Gata de Vison                 | Linda Hastings West            |                                               | TV Globo   |
| 1969 | A Última Valsa                  | Jucelina                       |                                               | TV Globo   |
| 1969 | Nenhum Homem É Deus             | Mina                           |                                               | Rede Tupi  |
| 1969 | João Juca Jr.                   | Cléo                           |                                               | Rede Tupi  |
| 1970 | As Bruxas                       | Sofia                          |                                               | Rede Tupi  |
| 1971 | A Fábrica                       | Maria Cecília Gonçalves        |                                               | Rede Tupi  |
| 1972 | Bel-Ami                         | Betina Vianna Perez (Beth)     |                                               | Rede Tupi  |
| 1973 | Vendaval                        | Catarina                       |                                               | Record     |
| 1974 | Ídolo de Pano                   | Jeanne Derier                  |                                               | Rede Tupi  |
| 1974 | Yerma                           | Yerma                          | Especial de fim de ano                        | TV Cultura |
| 1975 | Ovelha Negra                    | Marina                         |                                               | Rede Tupi  |
| 1975 | A Viagem                        | Andrezza Muniz Veloso          |                                               | Rede Tupi  |
| 1976 | Papai Coração                   | Paula                          |                                               | Rede Tupi  |
| 1977 | Sem Lenço, sem Documento        | Hilda Sodré                    |                                               | TV Globo   |
| 1978 | Dancin' Days                    | Yolanda de Souza Matos Pratini |                                               | TV Globo   |
| 1979 | Os Gigantes                     | Vânia                          |                                               | TV Globo   |
| 1980 | Coração Alado                   | Melissa Ribas Serrano          |                                               | TV Globo   |
| 1981 | Baila Comigo                    | Prostituta                     | Episódio: "18 de junho"                       | TV Globo   |
| 1981 | Brilhante                       | Virgínia Sampaio               |                                               | TV Globo   |
| 1982 | Elas por Elas                   | Natália Cardoso                |                                               | TV Globo   |
| 1983 | Quarta Nobre                    | Maria Alice                    | Episódio: "Alice & Alice"                     | TV Globo   |
| 1983 | Louco Amor                      | Laura Dumont                   | Episódio: "11 de abril"                       | TV Globo   |
| 1983 | Caso Especial                   | Sormélia                       | Episódio: "A Idade Sem Razão"                 | TV Globo   |
| 1983 | Caso Verdade                    | Apresentadora                  | Episódio: "Uma História de Amor"              | TV Globo   |
| 1983 | Caso Verdade                    | Narradora                      | Episódio: "Feliz Coincidência"                | TV Globo   |
| 1983 | Eu Prometo                      | Heloísa Pompílio (Helô)        |                                               | TV Globo   |
| 1984 | Partido Alto                    | Jessy                          | Episódio: "7 de maio"                         | TV Globo   |
| 1984 | Corpo a Corpo                   | Lúcia Gouveia                  |                                               | TV Globo   |
| 1986 | Cambalacho                      | Joana Duarte                   | Episódios: "10 de março–17 de abril"          | TV Globo   |
| 1986 | Roda de Fogo                    | Thelma Rezende                 |                                               | TV Globo   |
| 1987 | Bambolê                         | Fausta Galhardo                |                                               | TV Globo   |
| 1988 | O Pagador de Promessas          | Marli                          |                                               | TV Globo   |
| 1989 | Tieta                           | Perpétua Esteves Batista       |                                               | TV Globo   |
| 1991 | Vamp                            | Carmem Maura de Araújo Góes    |                                               | TV Globo   |
| 1992 | Você Decide                     | Nice                           | Episódio: "Romance Moderno"                   | TV Globo   |
| 1992 | Você Decide                     | Matilde (Tide)                 | Episódio: "Mal Secreto"                       | TV Globo   |
| 1992 | Escolinha do Professor Raimundo | Perpétua Esteves Batista       | Especial do Criança Esperança                 | TV Globo   |
| 1993 | Você Decide                     | Sara                           | Episódio: "Laços de Sangue"                   | TV Globo   |
| 1993 | Fera Ferida                     | Salustiana de Azevedo Picanço  |                                               | TV Globo   |
| 1994 | As Pupilas do Senhor Reitor     | Eugênia Carlota                |                                               | SBT        |
| 1995 | Explode Coração                 | Clarete                        | Episódios: "6–8 de novembro"                  | TV Globo   |
| 1996 | Razão de Viver                  | Yara                           |                                               | SBT        |
| 1998 | Serras Azuis                    | Semíramis Trajano Torgano      |                                               | Band       |
| 2000 | Esplendor                       | Olga Norman                    |                                               | TV Globo   |
| 2001 | Porto dos Milagres              | Rita Vieira                    |                                               | TV Globo   |
| 2002 | O Clone                         | Drª. Cecília Leal              | Episódios: "21 de maio–14 de junho"           | TV Globo   |
| 2003 | Agora É que São Elas            | Dinorá Silveira                |                                               | TV Globo   |
| 2004 | Kubanacan                       | Caridad                        | Episódios: "6–7 de janeiro"                   | TV Globo   |
| 2004 | Metamorphoses                   | Margot Dubois                  |                                               | Record     |
| 2005 | Bang Bang                       | Miriam Viridiana McGold        |                                               | TV Globo   |
| 2008 | Casos e Acasos                  | Eliete                         | Episódio: "A Escolha"                         | TV Globo   |
| 2008 | Dicas de um Sedutor             | Mãe Januária                   | Episódio: "Maktub"                            | TV Globo   |
| 2010 | As Cariocas                     | Denise                         | Episódio: "A Desinibida do Grajaú"            | TV Globo   |
| 2014 | As Canalhas                     | Soraya                         | Episódio: "Soraya"                            | GNT        |
| 2014 | Boogie Oogie                    | Odete Dias                     |                                               | TV Globo   |
| 2015 | Magnífica 70                    | Lúcia Souto                    | Temporada 1                                   | HBO Brasil |
| 2015 | Os Experientes                  | Maria Helena dos Santos        | Episódio: "Folhas de Outono"                  | TV Globo   |
| 2016 | Malhação: Pro Dia Nascer Feliz  | Cléo Soares                    | Temporada 24                                  | TV Globo   |
| 2017 | Questão de Família              | Flávia                         | Episódio: "Impulso"                           | GNT        |
| 2017 | Apocalipse                      | Teresa Santero                 | Episódios: "23 de novembro–8 de dezembro"     | Record     |
| 2018 | Magnífica 70                    | Elza                           | Episódio: "O Caos"                            | HBO Brasil |
| 2019 | Sob Pressão                     | Irmã Graça                     | Episódio: "2 de maio" Episódio: "13 de junho" | TV Globo   |
| 2019 | República do Peru               | Armênia Reis (Memê)            |                                               | TV Brasil  |
| 2025 | Show 60 Anos                    | Perpétua Esteves Batista       | Especial de 60 Anos da Globo                  | TV Globo   |

### Cinema
| Ano  | Título                                | Personagem     |
| ---- | ------------------------------------- | -------------- |
| 2023 | Fervo                                 | Morte          |
| 2017 | Como se Tornar o Pior Aluno da Escola | Prof.ª Beth    |
| 2016 | Nova Amsterdam                        | Tia Leontina   |
| 2011 | O Gerente                             | Narradora      |
| 2005 | Quanto Vale ou É por Quilo?           | Maria Amélia   |
| 2001 | Copacabana                            | Rita           |
| 1996 | Quem Matou Pixote?                    | Josefa         |
| 1991 | Vai Trabalhar, Vagabundo II: a Volta  | Grã-Fina       |
| 1990 | Césio 137 - O Pesadelo de Goiânia     | Maria          |
| 1986 | Tempo de Ensaio                       | Mulher         |
| 1985 | Espelho de Carne                      | Ana Almeida    |
| 1984 | O Cavalinho Azul                      | Mãe            |
| 1982 | Beijo na Boca                         | Mãe de Celeste |
| 1977 | Contos Eróticos                       | Joana          |
| 1976 | Marília e Marina                      | Helena         |
| 1976 | Um Brasileiro Chamado Rosaflor        | Rosamaria      |
| 1972 | Os Desclassificados                   | Clara          |
| 1972 | Vozes do Medo                         |                |
| 1971 | As Noites de Iemanjá                  | Mulher         |
| 1971 | Fora das Grades                       | Marly          |
| 1970 | Elas                                  | Joana          |
| 1970 | Gamal, o Delírio do Sexo              | Luíza          |
| 1970 | As Gatinhas                           | Sílvia         |
| 1970 | O Palácio dos Anjos                   | Rose           |
| 1969 | Um Sonho de Vampiros                  |                |
| 1969 | As Armas                              |                |
| 1969 | Macunaíma                             | Sofará         |
| 1968 | A Noite do Meu Bem                    | Dolores Duran  |
| 1968 | Edu, Coração de Ouro                  | Ellen          |
| 1968 | Bebel, Garota Propaganda              | Maria          |
| 1968 | O Homem Nu                            | Heloísa        |
| 1968 | A Vida Provisória                     | Lívia          |
| 1967 | El ABC del Amor                       |                |
| 1967 | Todas as Mulheres do Mundo            | Bárbara        |
| 1966 | Três Histórias de Amor                | Isabel         |
| 1965 | Crime de Amor                         | Nídia          |
| 1964 | Um Morto ao Telefone                  | Lúcia          |

## Teatro
| Ano  | Título                                 | Personagem    | Direção             | Ref.    |
| ---- | -------------------------------------- | ------------- | ------------------- | ------- |
| 1958 | Paixão na Terra                        | —             | Heloísa Maranhão    | [ 111 ] |
| 1961 | Um Estranho Bate à Porta               | Ruth          | Sérgio Cardoso      | [ 111 ] |
| 1962 | O Auto da Compadecida                  | Nossa Senhora | Agildo Ribeiro      | [ 111 ] |
| 1962 | Toda Donzela Tem um Pai que é uma Fera | Daisy         | Léo Jusi            | [ 111 ] |
| 1962 | O Asilado                              | Marina Arruda | Léo Jusi            | [ 111 ] |
| 1963 | O Melhor Juíz, o Rei                   | Elvira        | Augusto Boal        | [ 112 ] |
| 1964 | O Filho do Cão                         | Aurélia       | Paulo José          | [ 113 ] |
| 1964 | Os Tigres                              | —             | —                   | [ 111 ] |
| 1966 | O Sr. Puntila e Seu Criado Matti       | Lisu Jackara  | Flávio Rangel       | [ 114 ] |
| 1966 | Carnaval para Principiantes            | —             | Paulo José          | [ 111 ] |
| 1971 | A Ratoeira                             | —             | Egídio Eccio        | [ 111 ] |
| 1988 | Uma Vez Mais                           | Enid          | Rubens Corrêa       | [ 111 ] |
| 1994 | Meu Querido Mundo                      | —             | Miguel Falabella    | [ 111 ] |
| 1999 | Por Um Novo Incêndio Romântico         | Katharine     | Felipe Hirsch       | [ 111 ] |
| 1999 | Língua Presa e Olho Vivo               | —             | Barbara Heliodora   | [ 115 ] |
| 2004 | As Pequenas Raposas                    | Berdie        | Naum Alves de Sousa | [ 111 ] |
| 2005 | Duas Vezes Pinter                      | —             | Ítalo Rossi         | [ 111 ] |
| 2008 | Retirada de Moscou                     | Alice         | Luiz Arthur Nunes   | [ 111 ] |
| 2015 | A Antessala - Na Valsa do Tempo        | Shirley       | Ernesto Piccolo     | [ 116 ] |

## Prêmios e indicações
| Ano  | Premiações                            | Categoria                         | Nomeação                          | Resultado |
| ---- | ------------------------------------- | --------------------------------- | --------------------------------- | --------- |
| 1964 | Festival de Cinema de Teresópolis     | Melhor Atriz Revelação            | Um Morto ao Telefone              | Venceu    |
| 1966 | Festival de Cinema de Cabo Frio       | Melhor Atriz (menção honrosa)     | Três Histórias de Amor            | Venceu    |
| 1966 | Prêmio Governador do Estado           | Melhor Atriz Coadjuvante - Cinema | Crime de Amor                     | Venceu    |
| 1966 | Festival de Cinema de Teresópolis     | Melhor Atriz Coadjuvante          | Crime de Amor                     | Venceu    |
| 1967 | Troféu Dedo de Deus - Teresópolis     | Melhor Atriz Coadjuvante          | Crime de Amor                     | Venceu    |
| 1968 | Festival de Cinema de Brasília        | Melhor Atriz Coadjuvante          | A Vida Provisória                 | Venceu    |
| 1970 | Prêmio Air France de Cinema           | Melhor Atriz                      | As Gatinhas                       | Venceu    |
| 1970 | Festival Nacional de Cinema de Santos | Melhor Atriz                      | As Gatinhas                       | Venceu    |
| 1979 | Prêmio APCA de Televisão              | Melhor Atriz                      | Dancin' Days                      | Venceu    |
| 1990 | Festival de Cinema de Brasília        | Melhor Atriz                      | Césio 137 - O Pesadelo de Goiânia | Venceu    |
| 1990 | Festival de Cinema de Natal           | Melhor Atriz                      | Césio 137 - O Pesadelo de Goiânia | Venceu    |
| 1990 | Troféu Imprensa                       | Melhor Atriz                      | Tieta                             | Venceu    |
| 1997 | Prêmio Guarani do Cinema Brasileiro   | Melhor Atriz Coadjuvante          | Quem Matou Pixote?                | Indicada  |
| 2004 | Festival Guarnicê de Cinema           | Menção Honrosa                    | Homenagem                         | Venceu    |
| 2019 | Prêmio CinEuphoria                    | Carreira Honorária                | Homenagem                         | Venceu    |